# Ouro-Nimini Tchagnirou
Ouro-Nimini Tchagnirou (* 31. Dezember 1977, Lomé) ist ein ehemaliger togoischer Fußballtorwart.
Der 1,90 Meter große Tchagnirou verdiente sein Geld überwiegend in Mali bei den Vereinen CO Bamako, Stade Malien und Djoliba AC. 
Tchagnirou spielte von 2000 bis 2007 außerdem in der togoischen Nationalmannschaft. Mit ihr nahm er 2002 und 2006 am Africa Cup teil und stand auch bei der Weltmeisterschaft 2006 im Kader, war allerdings dabei nur Ersatztorhüter und kam nicht zum Einsatz.